# Гура-Кальвария (гмина)
Гура-Кальвария (пол. Góra Kalwaria) — гмина (волость) в Польше, входит как административная единица в Пясечинский повет, Мазовецкое воеводство. Население — 23 824 человека (на 2004 год).

## Демография
| Перепись                       | Всего   | Всего | Женщины | Женщины | Мужчины | Мужчины |
| ------------------------------ | ------- | ----- | ------- | ------- | ------- | ------- |
| Единицы                        | человек | %     | человек | %       | человек | %       |
| Население                      | 23 824  | 100   | 12 327  | 51,7    | 11 497  | 48,3    |
| Плотность населения (чел./км²) | 164,2   | 164,2 | 84,9    | 84,9    | 79,2    | 79,2    |

## Поселения
1. Александрув
2. Банёха
3. Борки
4. Бжесьце
5. Бжумин
6. Бучинув
7. Цендровице
8. Цонев
9. Чахувек
10. Чаплин
11. Чаплинек
12. Чарны-Ляс
13. Черск
14. Дембувка
15. Добеш
16. Юлианув
17. Конты
18. Каролина
19. Кемпа-Радванковска
20. Крулевски-Ляс
21. Кшаки-Чаплинковске
22. Линин
23. Лубна
24. Лугувка
25. Микувец
26. Мочидлув
27. Обремб
28. Острувик
29. Пенцлав
30. Подгура
31. Подленче
32. Подосова
33. Потыч
34. Сежхув
35. Собикув
36. Солец
37. Шиманув
38. Томице
39. Винцентув
40. Войцеховице
41. Вулька-Дворска
42. Вулька-Заленска

## Соседние гмины
1. Гмина Хынув
2. Гмина Карчев
3. Гмина Констанцин-Езёрна
4. Гмина Пясечно
5. Гмина Пражмув
6. Гмина Собене-Езёры
7. Гмина Варка